# Гезек, Баран Али
Бара́н Али́ Гезе́к (тур. Baran Ali Gezek; род. 26 августа 2005, Мерсин) — турецкий футболист, полузащитник клуба «Кайсериспор».

## Клубная карьера
Гезек — воспитанник клуба «Мизитлиспор», «Мерсин Тер Спор» и «Кайсериспор». 21 августа 2022 года в матче против «Истанбул Башакшехир» он дебютировал в турецкой Суперлиге в составе последних. 

## Международная карьера
В 2022 году в составе юношеской сборной Турции Гезек принял участие в юношеском чемпионате Европы в Израиле. На турнире он сыграл в матчах против команд Испании, Сербии и Бельгии. 